# Lavoir de Voutenay-sur-Cure
Le lavoir de Voutenay-sur-Cure est un lavoir situé à Voutenay-sur-Cure, en France.

## Localisation
Le lavoir est situé dans le département français de l'Yonne, sur la commune de Voutenay-sur-Cure.

## Historique
L'édifice est inscrit au titre des monuments historiques en 1962.